# Адмиралтейство (Гатчина)
Адмиралте́йство  — руинированная судоверфь в Дворцовом парке города Гатчины.

## История
При графе Орлове уже с 1765 небольшие парусные суда — трешхоут и два ялбота завозили зимой на специальных санях по льду Ижоры в Гатчину для летних водных прогулок с императрицей Екатериной по Большому (Белому) и Колпанскому озеру и по реке Ижоре в Мозино на мызу графа Скавронского.
Следующий владелец Гатчины — великий князь Павел Петрович, ещё с 8-ми лет носил высшее звание во флоте — генерал-адмирал и с самого детства проходил военно-морское обучение. Его наставниками были генерал-интендант флота И. Л. Голенищев-Кутузов и генерал-фельдмаршал по флоту И. Г. Чернышев, сумевшие привить наследнику любовь к флоту, которую тот сохранил на всю жизнь.
Точная дата постройки Адмиралтейства неизвестна, вероятнее всего оно было построено в самом начале 1790-х годов, так как нынешние Адмиралтейские ворота, построенные в 1794—1796 годах назывались первоначально «Ворота из пудостского камня у гавани». И эти ворота отсутствуют на первоначальном плане строительства Адмиралтейства и гавани.
Адмиралтейство представляло собой обширное деревянное здание на двенадцати рустованных столбах из парицкой плиты. В 1795 году около Адмиралтейства был вырыт неглубокий пруд, получивший название «Ковш», выполнявший функции дока для достройки носовых фигур и кормовых надстроек крупных парусных судов, оснащения их рангоутом и такелажем и последующих их тимберовок — то есть зимнего сухого ремонта прогнивших деталей деревянного корпуса. С озером пруд сообщался протокой, через которую был перекинут подъёмный деревянный, на каменных устоях, мост.

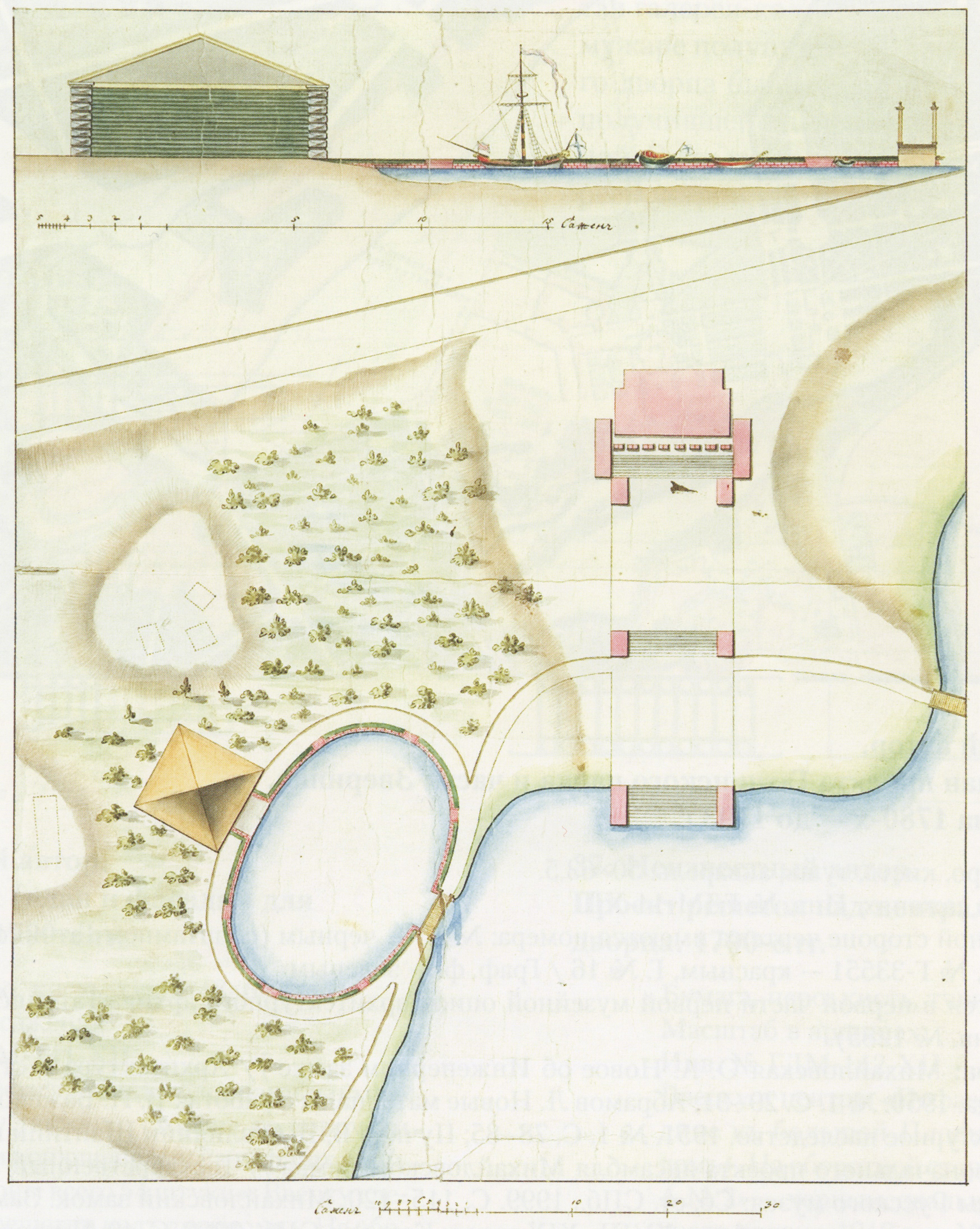
Прилегающая к Адмиралтейству часть парка. Не полностью осуществлённый проект, начало 1790-х годов. Хорошо виден плоский щитовой доковый затвор, со столбами для его подъёма и деревянный мостик, на месте нынешнего типового металлического паркового мостика архитектора Шперера.
На плане так же обозначена картинная галерея и каменный спуск к воде, от постройки которых позднее отказались

При императоре Павле I здание Адмиралтейства в Гатчине использовалось для строительства, ремонта, оснастки и сборки малых судов, которые участвовали в потешных «морских» сражениях на озере с абордажами и десантами, а также для прогулочных судов.
Когда Павел стал императором в 1796 году, он захотел построить в Гатчине в Адмиралтействе большие плоскодонные корабли — фрегат «Эмпринабль» и шлюп «Миролюб». Размеры уже ранее построенного здания определили и максимальные размеры корпуса фрегата — его длину в 21,34 м.
Высокое одноэтажное здание площадью около 500 квадратных метров первоначально было корабельным сараем — эллингом — частью верфи. Рядом располагалася корабельный док — нынешний пруд «Ковш». Здание Адмиралтейства гармонично вписалось в парковый пейзаж и позднее выполняло другие функции — придворного музея моделей кораблей и арсенала оружия моряков до революции 1917 года, военного штаба в 1941 году, а с 1945 года выполняло роль зимнего хранилища прогулочных лодок, летнего танцевального павильона и летнего шахматного клуба, вплоть до фатального пожара в июле 1993 года.
Адмиралтейство изначально предназначалось хранения пиломатериалов для постройки на месте корпусов крупных кораблей — плоскодонного 16-и пушечного фрегата l`Imprenable —"Эмпренабль"(Неприступный) и плоскодонного 8-ми пушечного шлюпа «Миролюб» (которые считались царскими яхтами), а также других более мелких парусных и гребных судов, использующихся для учений «Потешной флотилии» Великого князя Павла Петровича.
Такого рода «боевые» плоскодонные корабли, как в гатчинской потешной флотилии были у некоторых монархов Англии, Франции (в Шантийи) и Испании, но в составах флотов соответствующих стран они не числились.
Гатчинская же флотилия («Эмпренабль», «Миролюб» и «Малая») состояла по Гвардейскому экипажу. В корабельные ранги они не зачислялись, постоянные командиры на них не назначались. С другой стороны, в официальных списках судов они непременно присутствуют. В списках Балтийского флота они все числились яхтами. Эти суда использовались и для водных прогулок по Большому и Малому прудам.
Когда в 1851 году на плацу перед дворцом установили и открыли памятник Павлу I, то «была произведена пушечная пальба со стоящих на озере фрегатов».
Сухое зимнее хранение в доке кораблей и своевременные тимберовки (ремонты) позволяли долго сохранять деревянные суда на службе. Так построенный в Гатчине в 1797 году самый первый фрегат «Эмпренабль» затонул только в 1863 году в осеннюю бурю. Тимберовки Эмпренабля были произведены в 1814, 1826, 1835 и 1846 годах. А вот его копия, построенная в 1867 прослужила лишь 30 лет и была разобрана в 1898 году вместе со шлюпом «Миролюб» при Николае II. Сокращение срока службы кораблей могло быть связано с тем, что ещё при Александре III в гатчинском парке были сделаны архитектором Шперером постоянные чугунные мостики, которые не позволяли больше вводить большие парусные корабли в ковш Адмиралтейства на зимнее сухое хранение и ремонт и их корпуса начали быстро приходить в негодность.
В Русском биографическом словаре 1904 года про известного кораблестроителя Л. Г. Шведе сказано, что он в 1867-1868 годах построил в Адмиралтействе дворцового парка в Гатчине новые версии кораблей 1797 года: 16-пушечный фрегат «Эмпренабль» («Неприступный») и 8-пушечную яхту «Миролюбивая». Закладка «Эмпренабля» была осуществлена 2 мая 1867 года, в течение лета активно велись работы, а 5 октября 1867 года фрегат спустили на воду
Дети Александра III, великие князья Николай, Георгий Михаил, с большим удовольствием плавали к яхте и фрегату на лодках. В дневниках часто встречаются записи: «Мы объехали все озера и лазили на всех трех мачтах фрегата», «ездили на фрегат и яхту лазать».

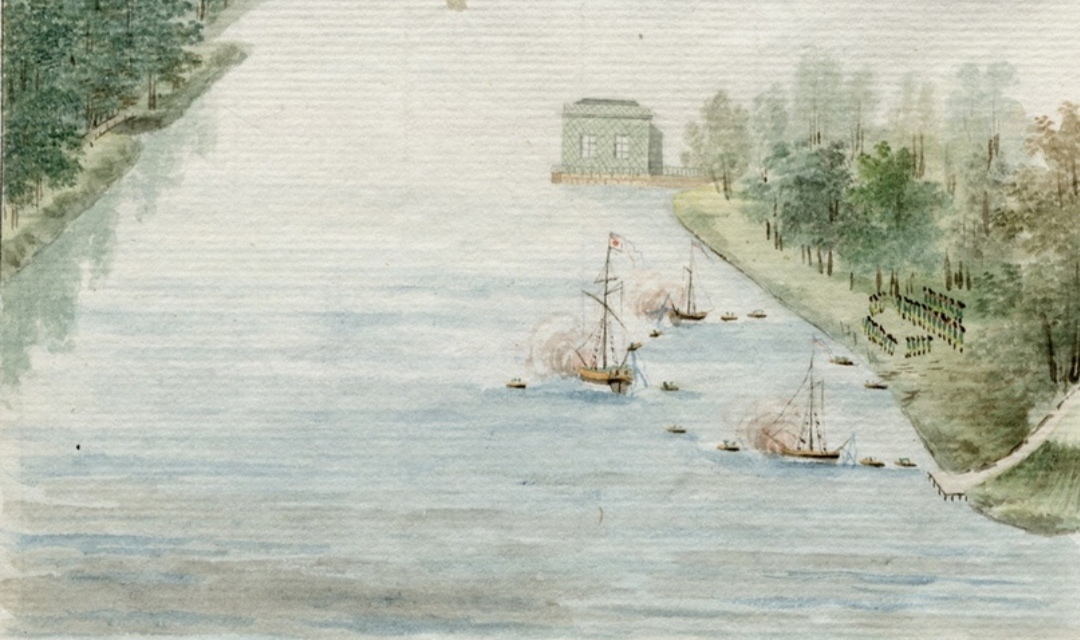
«Манёвр на гатчинских водах». Высадка десанта на берег Белого озера около Павильона Венеры. 1790-е. ГАРФ.
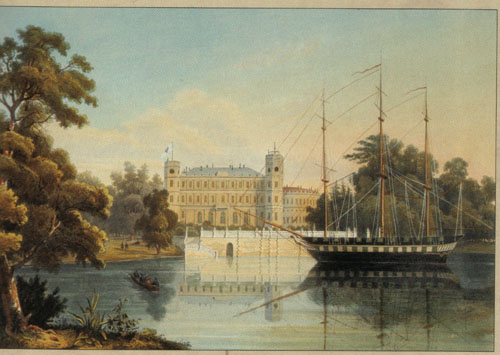
18-пушечный плоскодонный фрегат Эмпренабль (Неприступный) — флагман гатчинской флотилии, построенный в местном Адмиралтействе на Белом озере, на литографии Шульца с оригинала И. Я. Мейера
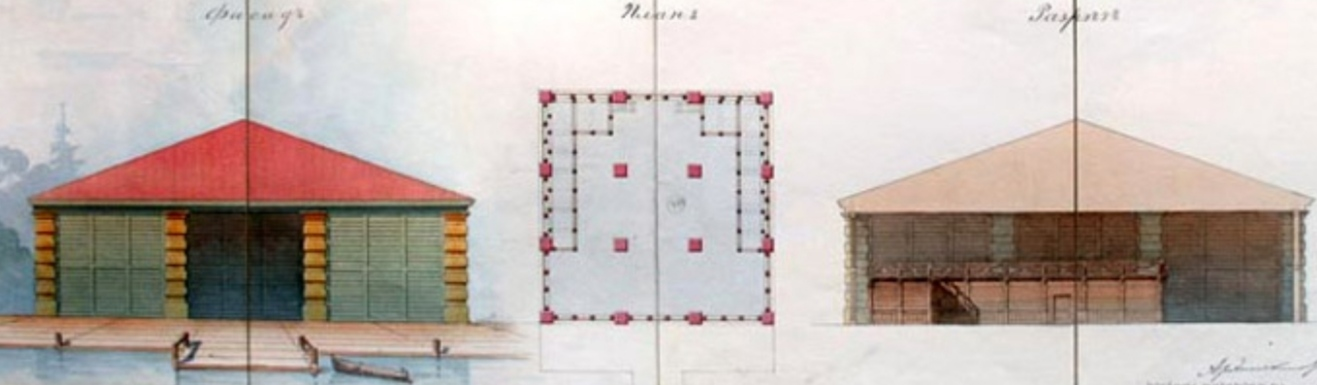
Проект перестройки Адмиралтейства из эллинга верфи в хранилище небольших парусных судов и арсенал для моряков флотилии в конце XIX века

В самом конце XIX века, после разборки старых кораблей и судов на дрова, Адмиралтейство выполняло функции кладовых для оружия матросов «потешного флота», а после здесь хранилась богатая коллекция моделей гребных и парусных судов. Во время Великой Отечественной войны здание было военным штабом по строительству Красногвардейского сектора укреплённого района и пострадало, но после войны было восстановлено и, как прежде, служило для различных утилитарных целей как танцзал, зал для игры в шахматы и зимний склад хранения деревянных прогулочных парковых лодок. Кроме этого с обратной от озера стороны перед зданием была устроена сцена, установлены ряды скамеек для зрителей.
По воспоминаниям старшего научного сотрудника Государственного музея-заповедника «Гатчина» Валентины Владимировны Федоровой, известному царскосельскому реставратору А. А. Кедринскому (1917—2003), родившемуся в Гатчине, принадлежал проект восстановления здания Адмиралтейства. Проект был подготовлен ещё в 70-е годы прошлого века, когда здание использовалось как Летний театр. По этому проекту в Адмиралтействе предполагалось создать экспозицию, посвященную военно-морской истории России, в которую Гатчина вписала несколько важных страниц.
Здание было уничтожено пожаром 19 июля 1993 года.
В 2009 году покосившееся двенадцать колонн, оставшиеся после пожара, выпрямили и возвели посреди ещё четыре новые колонны в том же стиле, как было в первоначальном историческом проекте. На конец 2022 года нет никаких признаков дальнейшей реконструкции Адмиралтейства.

## Список построенных в Адмиралтействе кораблей

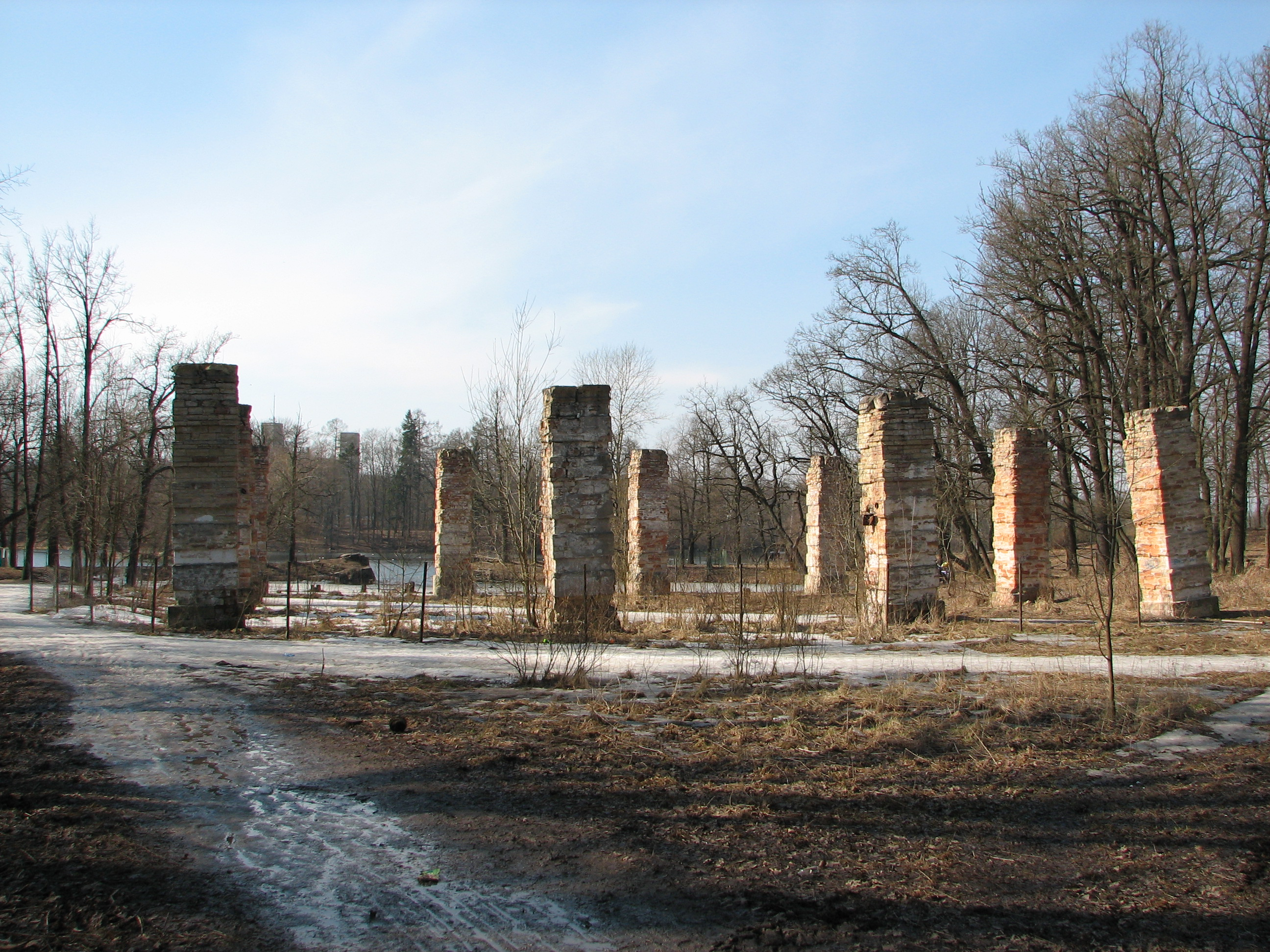
Состояние памятника в 2008 году

1. Спущен 1 октября 1797 года 16-пушечный фрегат «Эмпренабль» (длина 21,34 м; ширина 7,32 м; осадка 1,22м)
2. 1797 8-пушечный шлюп «Миролюб», он же царская яхта «Миролюбивая»
3. 1821 Яхта «Милая» (одномачтовая)
4. 1817 Одномачтовый трешкоут
5. 1818 Гондола
6. 1818 10-весельный катер
7. 1818 4-весельный ял
8. 1818 2-весельный ял
9. 1818 5-весельный вельбот
10. 1868 Яхта «Миролюбивая» (длина 15,77 ширина 5,18)
11. 1868 Яхта «Малая» (длина 7,52 ширина 2,74)